# NGC 6999
NGC 6999 (również PGC 65940) – galaktyka soczewkowata (S0), znajdująca się w gwiazdozbiorze Mikroskopu. Odkrył ją Albert Marth 19 października 1864 roku.